# Enikő
Enikő  è un nome proprio di persona ungherese femminile.

## Origine e diffusione
Si tratta di una creazione del poeta ungherese Mihály Vörösmarty, risalente al XIX secolo. Si basa sul nome di Enéh, la leggendaria madre del popolo ungherese, il cui nome potrebbe significare "cerva" (da ünő) oppure "mucca". Nel primo caso, è analogo per significato al nome islandese Hjörtur.

## Onomastico
Non esistono sante che portano questo nome, quindi è adespota. L'onomastico può essere festeggiato in occasione di Ognissanti, il 1º novembre. In Ungheria un onomastico laico è fissato al 15 settembre.

## Persone
- Enikő Barabás, canottiera rumena
- Enikő Mihalik, supermodella ungherese